# جون ألويسيوس مارشال
جون ألويسيوس مارشال (بالإنجليزية: John Aloysius Marshall)‏ هو قسيس أمريكي، ولد في 24 أبريل 1928 في ورسستر في الولايات المتحدة، وتوفي في 3 يوليو 1994 في سبرينغفيلد في الولايات المتحدة.